# Arstanosaurus akkurganensis
Arstanosaurus akkurganensis ("reptil de Arstan") es la única una especie conocida del género dudoso  extinto Arstanosaurus de dinosaurio ornitópodo hadrosauroideo, que vivió a finales del período Cretácico hace unos 85 millones de años entre el Santoniense y el Campaniense, en lo que es hoy Asia. Sus fósiles fueron descubiertos en Baishin Tsav, Formación Bostobinskaya, desierto del Gobi, al sudeste de Mongolia, Asia central. Ha tenido una historia confusa, siendo considerado un hadrosáurido y un ceratópsido, o ambos al mismo tiempo, por lo que varios científicos lo han considerado una quimera paleontológica.

## Descubrimiento e investigación
El género se basa en un maxilar (AAIZ 1/1), con un posible fémur referido. Éste no es mucho material para nombrar un nuevo género, y no se le prestó atención hasta que a mediados de años 1990, cuando apareció la hipótesis que era realmente un ceratópsido. Luego de esto, apareció una nueva revisión demostrando que las características que se numeraron como inusuales para Arstanosaurus en realidad fueron basadas en la perspectiva, y el maxilar era de un animal similar a Bactrosaurus, no obstante indeterminado. El fémur no posee características informativas. Es colocado como un hadrosáurido indeterminado en los últimos trabajos.
Los restos de hadrosauroideo diagnósticos recuperados en esa área recibieron en 2012 un nombre propio, Batyrosaurus.
Un esqueleto de un ejemplar juvenil de la Formación Bayan Shireh de Mongolia ha sido atribuido a Arstanosaurus, pero bajo que motivo se desconoce. Se encuentra ahora bajo estudio. Este ha sido denominado informalmente "Gadolosaurus", pero parece constituir un género diferente.